# La vida sigue igual (film, 1969)
Pour les articles homonymes, voir La vida sigue igual.
Pour plus de détails, voir Fiche technique et Distribution.
La vida sigue igual est un film musical espagnol réalisé par Eugenio Martín, sorti en 1969.

## Fiche technique
- Titre original : La vida sigue igual
- Titre français : La vida sigue igual
- Titre québécois : Pour toi, mon amour
- Réalisation : Eugenio Martín
- Scénario : Eugenio Martín, Vicente Coello, Leonardo Martín, Miguel Rubio
- Photographie : Juan Amorós
- Montage : Antonio Ramírez de Loaysa
- Musique : Waldo de los Ríos
- Direction artistique : Ramiro Gómez
- Son : Agustín Peinado
- Producteur : Vicente Coello, Leonardo Martín
- Sociétés de production : Star Films S.A.
- Costumes : Miguel Gómez[pas clair]
- Pays d'origine :  Espagne
- Langue : Espagnol
- Format : 35 mm ; Couleur (Eastmancolor) ; 2.35 : 1 ; Son : mono (Westrex Recording System)
- Genre : Film musical
- Durée : 91 minutes
- Dates de sortie : 
  -  Espagne : 22 décembre 1969
  -  Mexique : 2 décembre 1971

## Distribution
- Julio Iglesias : lui-même
- Jean Harrington : Luisa
- Charo López : María José
- Micky : Tony
- Florinda Chico : Mercedes
- Mayrata O'Wisiedo : La mère de María José
- Andrés Pajares : Quique
- William Layton : D. Miguel
- Goyo Lebrero : Le mari de Mercedes
- Rafael Hernández : Ezequiel
- Erasmo Pascual : Le propriétaire de la taverne
- Betsabé Ruiz :
- María Dolores Tovar :
- Paquito Rodriguez :
- Paloma Juanes :
- José Fernández :
- Rafael Vaquero :
- José González Nebot :
- Enrique Madole :
- Fedra Lorente : Amie de Julio
- Carlos Lucas : Le vendeur de voitures
- Bárbara Rey :
- José Sancho : Ami de Julio